# Richard Abril
Richar „Richard“ Abril (* 10. August 1982 in Kuba) ist ein kubanischer Profiboxer und ehemaliger Weltmeister der WBA im Leichtgewicht.

## Werdegang
Als Amateurboxer gewann er 286 von 305 Kämpfen. Er wurde 1996 Kubanischer Juniorenmeister, gewann 1998 den Playa Giron Cup, erreichte 1999 den zweiten Platz beim Guama Boxing Cup und 2000 ebenfalls den zweiten Platz beim Team Cuba Tournament. Trotz seiner beeindruckenden Kampfstatistik wurde er nie bei internationalen Großereignissen eingesetzt, da er in seiner Gewichtsklasse unter anderem mit Mario Kindelán (zweifacher Olympiasieger, dreifacher Weltmeister) und Enrique Carrión (Weltmeister, zweifacher Vizeweltmeister) einer nicht zu bezwingenden Konkurrenz gegenüberstand. Von 1999 bis 2002 nahm er an den kubanischen Meisterschaften in der Elite-Klasse teil, wo er jedoch stets vor Erreichen des Halbfinales ausschied.
2005 wurde er in den USA Profi und blieb in elf Kämpfen ungeschlagen. Am 27. Juni 2008 verlor er jedoch nach Punkten gegen Breidis Prescott und am 22. Januar 2010 nach Punkten gegen Henry Lundy. Durch fünf Siege in Folge gegen José Reyes aus Puerto Rico, Miguel Ángel Munguía aus Mexiko, Julio Camaño aus Panama, Sergio Rivera aus Mexiko und Ex-WBA-Weltmeister Miguel Acosta, erhielt er am 14. April 2012 eine WBA-WM-Titelchance gegen Brandon Ríos, unterlag dabei jedoch äußerst umstritten nach Punkten. Nicht weniger als 17 inoffizielle Punktrichter von Fachzeitschriften und Boxsportsendern hatten Richard Abril als Sieger gesehen, darunter jene von Ring Magazine und ESPN.
Da Brandon Ríos jedoch das Leichtgewichtslimit überschritten hatte, wurde ihm der Titel am grünen Tisch aberkannt und Abril zugesprochen. Dieser verteidigte den Titel in einem unsauberen Kampf am 2. März 2013 einstimmig nach Punkten gegen den unbesiegten Sharif Bogere aus Uganda.
Am 20. September 2014 besiegte er Edis Tatli nach Punkten. Da er zwei weitere Titelverteidigungen aufgrund von Erkrankungen absagen musste, wurde ihm vom WBA-Verband der WM-Gürtel im April 2015 entzogen und Darleys Pérez zum neuen Titelträger ernannt.
Im Juni 2016 gewann er gegen Jerry Belmontes.